# Rocket to Russia
Rocket to Russia je třetí album americké punkové skupiny Ramones. Obsahuje některé nejznámější skladby Ramones jako "Sheena Is a Punk Rocker" a "Teenage Lobotomy". V roce 2003 toto album dosáhlo pozice 105 v žebříčku 500 greatest albums of all time časopisu Rolling Stone.

## Seznam skladeb
1. "Cretin Hop" – 1:56
2. "Rockaway Beach" (Dee Dee Ramone) – 2:06
3. "Here Today, Gone Tomorrow" (Joey Ramone) – 2:49
4. "Locket Love" – 2:11
5. "I Don't Care" (Joey Ramone) – 1:39
6. "Sheena Is a Punk Rocker" (Joey Ramone) – 2:49
7. "We're a Happy Family" – 2:31
8. "Teenage Lobotomy" – 2:01
9. "Do You Wanna Dance?" (Bobby Freeman) – 1:55
10. "I Wanna Be Well" – 2:28
11. "I Can't Give You Anything" – 2:01
12. "Ramona" – 2:37
13. "Surfin' Bird" (Carl White / Alfred Frazier / John Harris / Turner Wilson) – 2:37
14. "Why Is It Always This Way?" – 2:15

### Bonusové skladby
1. "Needles & Pins (první verze)" (Sonny Bono / Jack Nitzsche) – 2:24
2. "Slug (demo)" (Joey Ramone) – 2:23
3. "It’s a Long Way Back to Germany (britský B-side)" – 2:22
4. "I Don’t Care (singln)" – 1:40
5. "Sheena Is a Punk Rocker (singl)" – 2:48

## Sestava
- Joey Ramone – zpěv
- Johnny Ramone – kytara
- Dee Dee Ramone – baskytara
- Tommy Ramone – bicí, produkce
- Tony Bongiovi – produkce
- Ed Stasium – režie
- Don Berman – pomocná režie
- Greg Calbi – mastering
- Danny Fields – foto
- John Holmstrom – výtvarná část